# Kościół św. Michała Archanioła w Żernicy
Kościół Św. Michała Archanioła w Żernicy – rzymskokatolicka drewniana świątynia położona w Żernicy, w powiecie gliwickim, w województwie śląskim. Należy do parafii św. Michała Archanioła w Żernicy w dekanacie Gliwice-Ostropa w diecezji gliwickiej.
Kościół znajduje się na Szlaku Architektury Drewnianej województwa śląskiego w pętli gliwickiej. W pobliżu kościoła przechodzi także Szlak Husarii Polskiej oraz czerwony szlak rowerowy nr 6.

## Historia
Wieś lokowana w 1246 roku, a od 1283 w posiadaniu cystersów z Rud. Kościół wzmiankowany jako parafialny w 1376 oraz 1447 r. Ówczesną świątynię zniszczyli husyci około 1425-1430. Obecny kościół wzniesiono w 1661 r. z inicjatywy rudzkiego opata Andreasa Emanuela Pospela. Natomiast dzwonnica jest starsza, izbica pochodzi bowiem z 1518 roku. Prawdopodobnie dzwonnica była wolno stojąca i później przystawiona do kościoła.
Kościół remontowano m.in. w 1813 (naprawa wieży), 1836 (naprawa kruchty północnej i zakrystii), 1856 (wzmocnienie ścian), 1858 (budowa sygnaturki), 1864 (remont generalny), 1889, 1907, 1929, 1931-1932, 1943-1944 oraz 1967.
Po zbudowaniu w 1970 r. w Żernicy nowego kościoła nieużywana świątynia niszczała i dopiero w latach 1998-2008 przeprowadzono gruntowną renowację, obejmującą zarówno konserwację konstrukcji kościoła, jak i odtworzenie jego wnętrza. Przeprowadzono wówczas także badania dendrologiczne.
Po zakończeniu remontu, 28 września 2008 roku biskup Gerard Kusz dokonał ponownego poświęcenia kościoła. W kościele odbywają się regularne nabożeństwa, istnieje także możliwość zwiedzania.

## Architektura i wnętrze
Kościół orientowany, drewniany o konstrukcji zrębowej, zbudowany głównie z drewna jodłowego na kamiennej podmurówce. Dachy kryte gontem. Nad nawą znajduje się wieżyczka na sygnaturkę, nad prezbiterium - postać św. Michała Archanioła. Wieża o konstrukcji słupowej, przylegająca do kościoła od zachodu, z nadwieszoną izbicą o konstrukcji zrębowej. W wieży znajduje się tylko jeden dzwon, pozostałe zarekwirowano podczas II wojny światowej.
Wystrój kościoła barokowy. Ołtarz główny z 1648 przedstawia św. Michała Archanioła, ołtarz boczny lewy z 1756 r. zawiera obraz Matki Boskiej z Dzieciątkiem (1899 r.), ołtarz boczny prawy, klasycystyczny, z połowy XIX wieku przedstawia św. Józefa. Ambona barokowa z 1671 r. Polichromie z 1661 r. oraz drugiej połowy XVIII wieku pokrywające niemal całą powierzchnię ścian i stropów, odsłonięte i poddane konserwacji w latach 2001-2008. Przedstawiają one świętych i sceny biblijne. Lewą stronę prezbiterium zdobi wyobrażenie siedmiu Sakramentów, prawą zaś - sylwetki dwunastu Apostołów. Polichromia za ołtarzem głównym przedstawia Adama i Ewę. Na północnej ścianie nawy przedstawiono natomiast pierwszych Doktorów Kościoła.
Kościół może się poszczycić także popiersiami św. Barbary i św. Doroty z roku 1500, krzyżem drewnianym z 1700 roku oraz szafami w zakrystii z 1691 roku. W kościele zachowały się także drzwi klepkowe nabijane gwoździami z 2 połowy XVII wieku.

## Otoczenie
Kościół znajduje się na wzgórzu (241 m n.p.m.), prawdopodobnie w miejscu dawnego cmentarza. Wokół kościoła zachowały się pozostałości XIX-wiecznego parku.